# Apamea clandestina
Apamea clandestina är en fjärilsart som beskrevs av Jean Baptiste Boisduval 1829. Apamea clandestina ingår i släktet Apamea och familjen nattflyn. Inga underarter finns listade i Catalogue of Life.